# ロンバルディア同盟

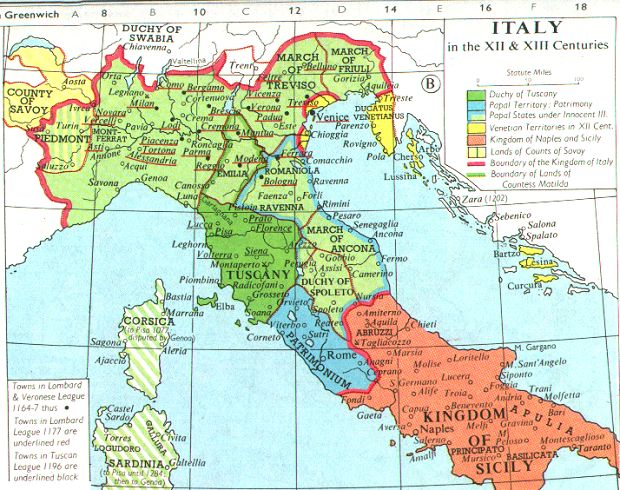
12世紀のイタリア。赤太線内が神聖ローマ帝国内のイタリア王国。●で示された都市が1167年時点でのロンバルディア同盟加盟都市。都市名に赤下線が引かれているのは1177年時点の加盟都市を示す。

ロンバルディア同盟（伊: Lega Lombarda）は、1167年に結成された北イタリア・ロンバルディア地方を中心とする都市同盟。北イタリアの支配を図った神聖ローマ帝国（ホーエンシュタウフェン朝）皇帝フリードリヒ1世に対抗し、ローマ教皇の支援を受けて結成され、教皇派と皇帝派の抗争における教皇派（ゲルフ）の中心となった。加盟都市はミラノ、クレモナ、ボローニャなどであるが、時期によって変動がある。軍事同盟として発足したが、のちには経済同盟の性格も持つようになった。
1226年、フリードリヒ1世の孫にあたるフリードリヒ2世が北イタリアに侵攻した際に再度結成される（第二次ロンバルディア同盟）。1250年にフリードリヒ2世が死去すると、同盟も消滅した。

## 歴史

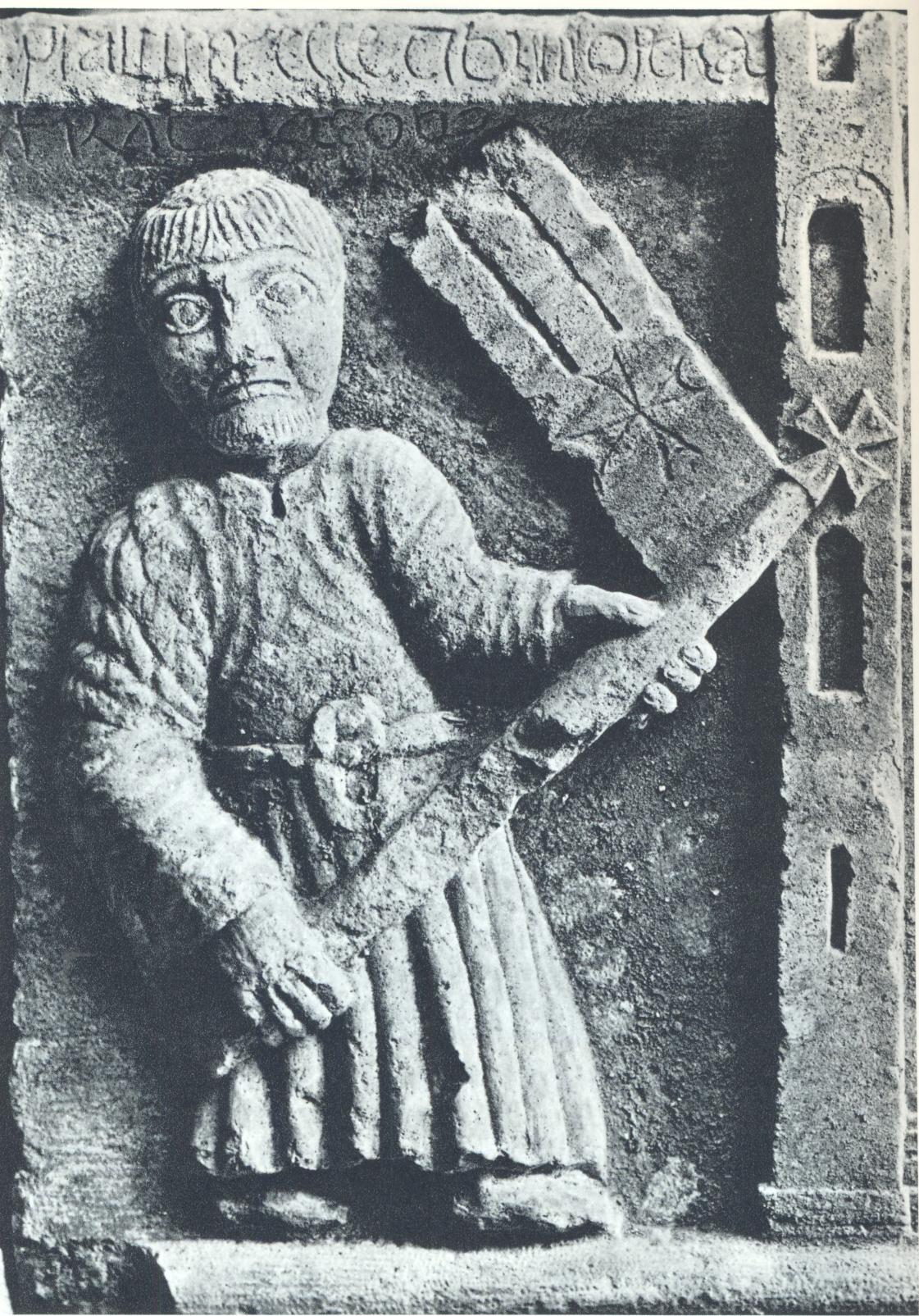
ミラノのロマーナ門に刻まれたレリーフ（1171年）。1162年に皇帝フリードリヒ1世によって破壊されたミラノ市に、1167年（同盟結成の年）同盟の旗を持った旗手が再入城する場面を描いている。

### 背景: フリードリヒ1世のイタリア政策
ホーエンシュタウフェン朝の神聖ローマ皇帝フリードリヒ1世（赤髭王、バルバロッサ。在位：1152年 - 1190年）は、イタリア政策に意を注いだ皇帝であった。1154年、最初のイタリア遠征を行い、1155年にローマ教皇ハドリアヌス4世（在位：1154年 - 1159年）から帝冠を授けられたが、イタリアの支配をめぐって教皇と対立するようになり、1158年以来4度にわたるイタリア遠征を繰り返した。
1158年、フリードリヒ1世は、ピアチェンツァ郊外のロンカリアで開催した帝国議会（ロンカリア帝国議会）において、北イタリアを直接支配のもとに置くことを宣言。各都市が置いたポデスタを廃して自らの代官に置き換えようとした。これに対して1164年、ヴェローナ、パドヴァ、ヴィチェンツァ、ヴェネツィア共和国はヴェローナ同盟 (it:Lega Veronese) を結成した。
ロンバルディア同盟は、ヴェローナ同盟を受け継ぐ形で、ローマ教皇アレクサンデル3世（在位：1159年 - 1181年）の後援を受けて結成された。教皇はイタリアにおける皇帝の勢力が後退することを望んでいた。

### ポンティーダの誓約からレニャーノの戦いへ

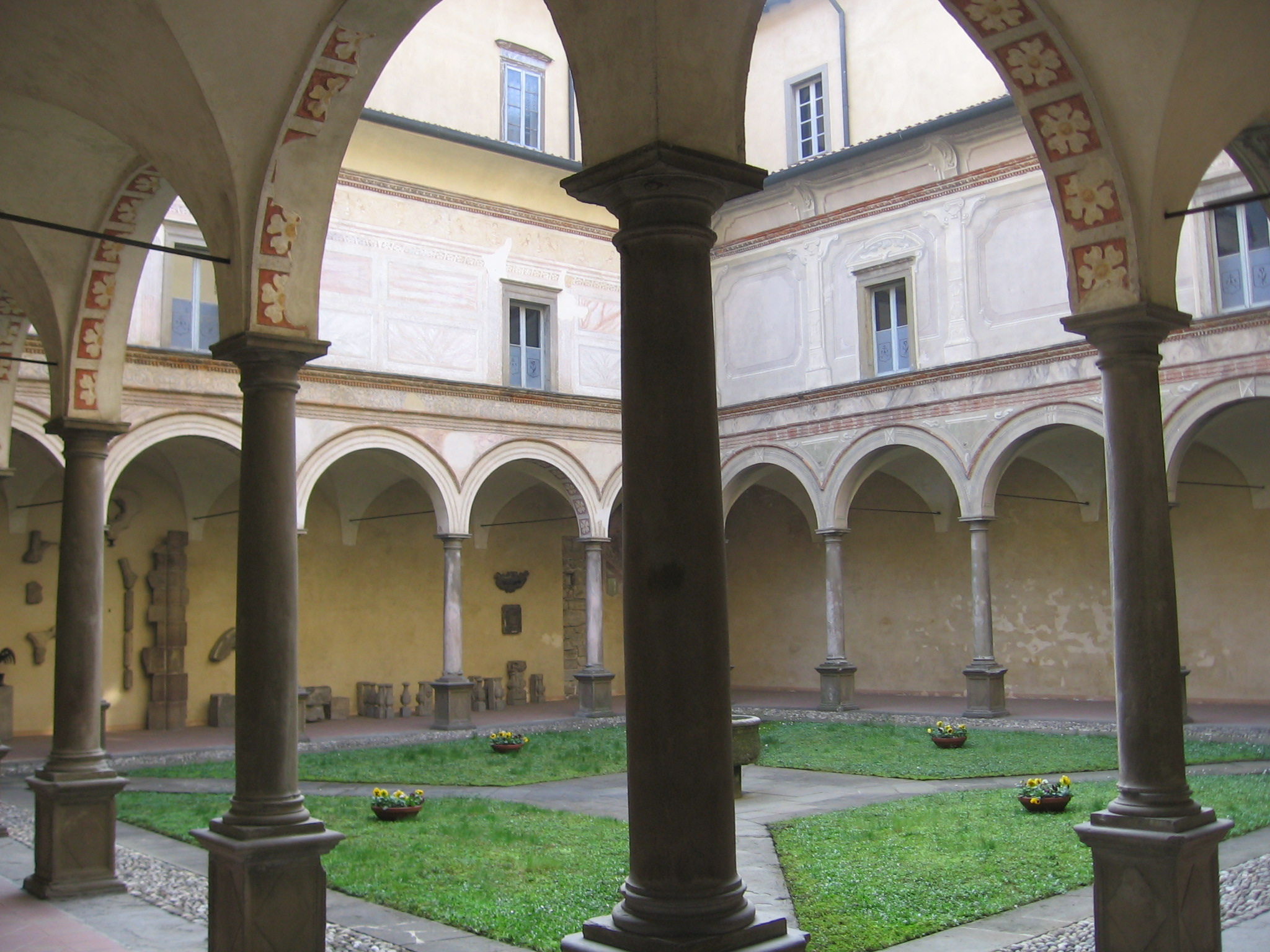
ポンティーダ修道院

1167年12月1日、ポンティーダ（現在はベルガモ県所属）にあるポンティーダ修道院 (it:Abbazia di Pontida) において「ポンティーダの誓約」 (it:Giuramento di Pontida) が行われ、ロンバルディア同盟が結成された。このとき参加した都市は、ヴェローナ同盟加盟都市（ヴェローナ、パドヴァ、ヴィチェンツァ、ヴェネツィア共和国）のほか、クレーマ、クレモナ、マントヴァ、ピアチェンツァ、ベルガモ、ブレシア、ミラノ、ジェノヴァ、ボローニャ、モデナ、レッジョ・エミリア、トレヴィーゾ、ヴェルチェッリ、ローディ、パルマ、フェラーラである。同盟には、オビッツォ・マラスピナ (it:Obizzo Malaspina) 侯爵や、トレヴィーゾ辺境伯エッチェリーノ3世・ダ・ロマーノ (it:Ezzelino III da Romano) などの諸侯も参加した。
同盟は、神聖ローマ帝国からの分離独立を求めたわけではないが、皇帝の権力 (Honor Imperii) に対して公然と挑戦した。フリードリヒ1世は、これらの都市、特にミラノ（これより以前、1162年に占領・破壊していた）に対抗しようと努めた。1176年5月29日、ロンバルディア同盟はレニャーノの戦いでフリードリヒ1世の軍勢を打ち破った。1177年、ヴェネツィア条約 (Treaty of Venice) が結ばれ、1178年8月から1183年まで6年間の停戦が成立した。

### コンスタンツの和議
1183年に結ばれたコンスタンツの和議で、イタリアの諸都市は皇帝に忠誠を誓う一方、皇帝に都市の自治を認めさせた（都市の領域における司法権と Droit de régale を確保した）。
この時期、ミラノは皇帝に支援され、同盟の中で特別な地位を占めるようになった。このことは同盟の他の都市、とくにクレモナとの衝突を引き起こした。
1197年、フリードリヒ1世の息子である皇帝ハインリヒ6世（在位：1191年 - 1197年）が死去。ハインリヒ6世の幼少の遺児であるフリードリヒ2世と、ヴェルフ家（ヴェルフェン家）のオットー4世（ローマ王在位：1198年 - 1209年、ローマ皇帝在位：1209年 - 1215年）との間で、帝位をめぐる争いが続いた。同盟はその後数回更新され、同盟は再びその名を挙げた。
フリードリヒ2世は、1215年にローマ王として戴冠、1220年にローマ皇帝として戴冠した。

### 第二次ロンバルディア同盟の結成

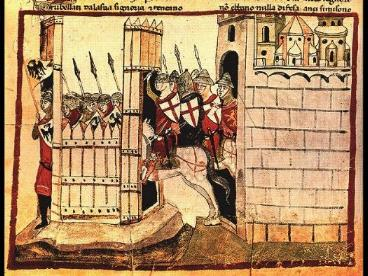
パルマの戦いを描いた中世の挿絵。パルマの騎士が皇帝本営を襲撃する様子を描く。

1226年、フリードリヒ2世は、第6回十字軍（破門十字軍、実行：1228年 - 1229年）に備えてイタリア諸侯 (Princes of the Holy Roman Empire) を召集すべく、イタリアに出兵した。ロンバルディア同盟は再びこれに対抗した。
イタリアにおいてより大きな権力を得ようとする試みを妨げられたフリードリヒ2世は、ロンバルディア同盟に対し帝国アハト刑を宣告した。フリードリヒ2世はヴィチェンツァを奪還し、1237年のコルテヌオーヴァの戦いで勝利を収めて、戦略家としての名声を高めた。しかしながら、ミラノからの和平提案を退け、ミラノの無条件降服に固執したことは、フリードリヒ2世の判断の誤りであった。ミラノは他の5都市と連合して徹底抗戦を続け、結局1238年10月、フリードリヒ2世はブレシアの包囲を解いて撤退しなければならなかった。
その後もロンバルディア同盟は、教皇グレゴリウス9世（在位：1227年 - 1241年）の支持を得てフリードリヒ2世と対抗した。1248年のパルマの戦いにおいて同盟側は皇帝の本営を襲撃・略奪し、続く戦いで皇帝軍を敗走させた。
1250年にフリードリヒ2世が死去。その後、神聖ローマ帝国がイタリアに影響を及ぼすことは少なくなっていく。